# Felix von Thümen
Felix Karl Albert Ernst Joachim von Thümen, genannt von Freiherr Thümen-Gräfendorf (* 6. Februar 1839 in Dresden, Königreich Sachsen; † 13. Oktober 1892 in Schönau bei Teplitz, Österreich-Ungarn) war ein deutscher Botaniker und Mykologe. Sein offizielles botanisches Autorenkürzel lautet „Thüm.“

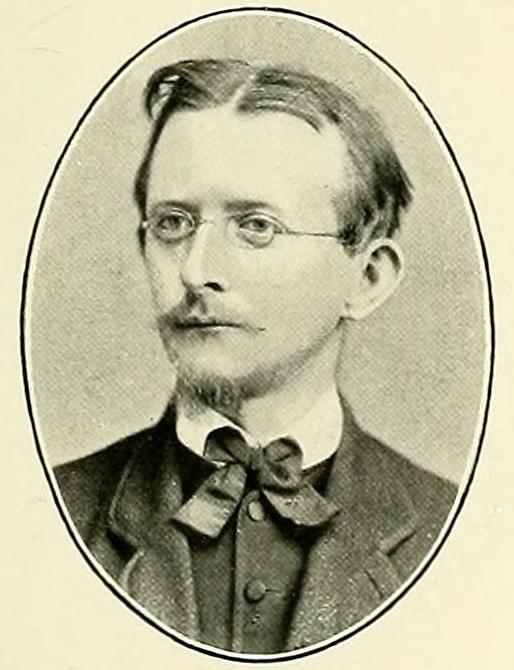
Felix von Thümen

## Herkunft
Seine Eltern waren Albert Ferdinand von Thümen (* 22. Oktober 1802; † 9. September 1841) auf Gräfendorf, Heinsdorf sowie Pesterwitz, und Wilhelmine Friederike von L’Estocq († 19. April 1889), Tochter der Philippine von Altrock und des Offiziers (Hans) Wilhelm von L’Estocq. Die Eltern hatten 1837 in Stangenhagen bei Trebbin, im so genannten Thümschen Winkel, geheiratet. 

## Leben

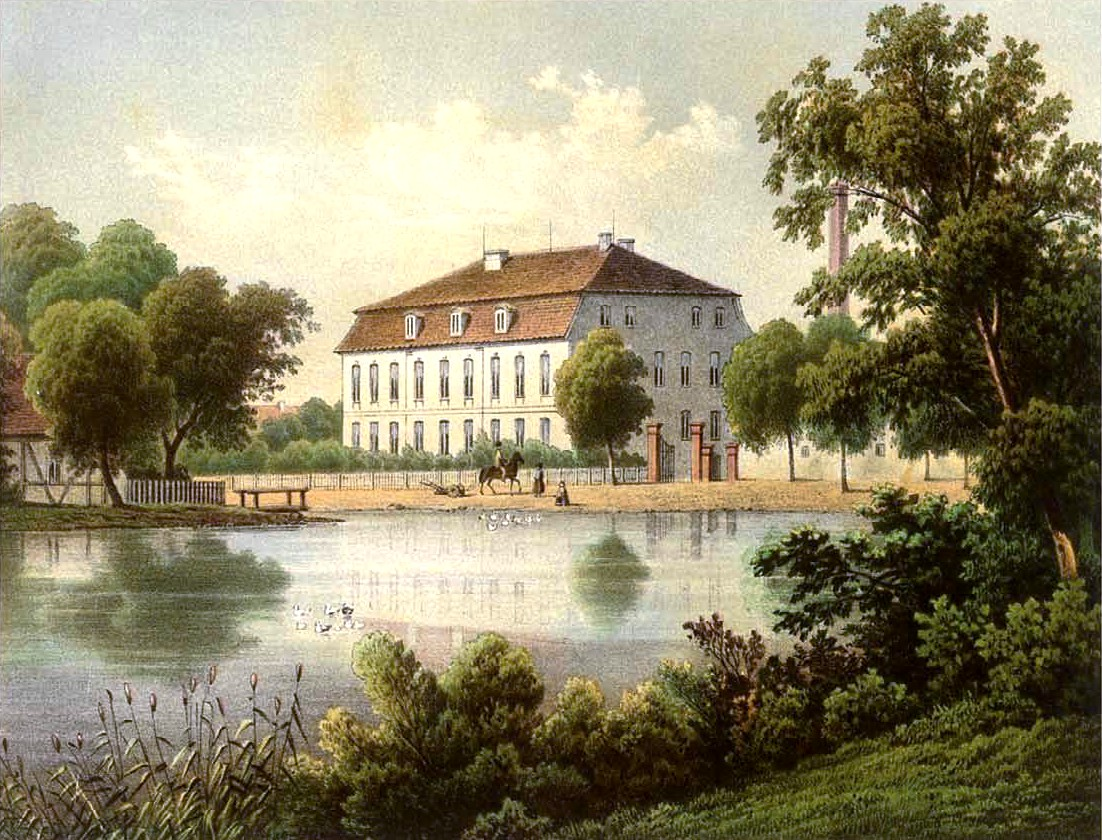
Schloss Gräfendorf Sammlung Alexander Duncker, um 1864; bis etwa 1865 im Besitz.

Felix von Thümen ging in Dresden auf das Gymnasium, war danach kurz als Premierleutnant beim preußischen Militär, das er aufgrund von Verletzungen nach einem Sturz vom Pferd wieder verlassen musste und verwaltete danach sein Landgut Gräfendorf zwischen Jüterbog und Dahme (Mark). Dieses musste er auch aufgaben, etwa nach 1865, und verkaufte es an eine bürgerliche Familie.
Dann wandte er sich der Botanik zu, angeregt durch Ludwig Reichenbach. Er befasste sich mit Pilzen und Pflanzenpathologie (Pilzbefall von Obstbäumen und Wein) und wurde 1876 Adjunkt an der chemisch-physiologischen Versuchsstation in Klosterneuburg, was er bis zu seinem Tod blieb. Er konnte dabei seinen Wohnsitz frei wählen und lebte abwechselnd in Wien, Görz und Berlin. Er starb während einer Kur im böhmischen Bad Teplitz wegen einer Herzkrankheit.
Als Mykologe bearbeitete er aufgrund seiner guten Formenkenntnis viele Sammlungen aus aller Welt. Er veröffentlichte darüber auch in ausländischen Fachzeitschriften. Daneben war er für seine Bücher über Pilze auf Nutzpflanzen bekannt, besonders Wein und Obstbäume, wobei er auch praktische Hinweise zur Bekämpfung von Pilzkrankheiten gab. Ein Werk über Pflanzen in der Homöopathie blieb unvollendet.

## Familie
Er heiratete am 7. Oktober 1860 Bertha Elisabeth Tuscany (* 30. Dezember 1843; † März 1916) aus Pilsen. Das Paar hatte folgende Kinder:
- Nikolaus Albert Ambrosius Joachim Friedrich (* 31. Januar 1862; † 1943), Direktor der Magdeburger Hagelversicherung ⚭ 1884 Severine Peteani von Steinberg
- (Anina)[5] Anna Minna Bertha Juliane Joachima (* 29. Januar 1865) ⚭ William von Baensch,[6] Hofverlagsbuchhändler
- Friedrich Karl Joachim (* 24. Februar 1867; † 14. Juni 1886), Weingutsverwalter in Lugonia bei San Franzisko
- Lucie[7] Bertha Marie (* 30. Juni 1874; 1965) ⚭ 29. Oktober 1896 in Dresden Max Cölestin Heinsius von Mayenburg, Bergwerksdirektor[8]

Die Sachbuchautorin Ruth von Mayenburg ist seine Enkeltochter. Er selbst führte für sich und seine Nachkommen den Freiherrentitel, obwohl dies genealogisch nicht obligat war.

## Schriften
- Systematische Aufzählung der in der Umgebung der Stadt Jüterbog wildwachsenden phaneroganischen Pflanzen, Gräfendorf 1857. Digitalisat
- Pilze des Weinstockes, Wien 1878, Biodiversity Library
- Die Pilze der Obstgewächse, Frick, Wien 1887. Archive
- Herbarium mycologicum oeconomicum: die für Land-, Forst- und Hauswirthschaft, den Gartenbau und die Industrie schädlichen resp. nützlichen Pilze in getrockneten Exemplaren, viele Bände, 1873 bis 1880
- Herausgeber: Fungi austriaci exsiccati, bis 1875.
- Herausgeber: Mycotheaca universalis, bis 1884.
- Die Bacterien im Haushalte des Menschen: unsere Freunde und unsere Feinde unter den kleinsten Organismen; eine populäre Darstellung, Wien 1884.
- Die Bekämpfung der Pilzkrankheiten unserer Culturgewächse. Versuch einer Pflanzentherapie zum praktischen Gebrauche für Land- und Forstwirthe, Gärtner, Obst- und Weinzüchter, Wien 1886.
- Die Pflanzen des homöopathischen Arzneischatzes, Wilhelm Baensch, Dresden 1893. Archive